# Guillaume Schiffman
Guillaume Schiffman (Parigi, 1963) è un direttore della fotografia francese.
Per la fotografia in bianco e nero del film The Artist (2011), è stato candidato ai maggiori premi cinematografici internazionali, tra cui all'Oscar alla migliore fotografia.

## Vita privata
È figlio della sceneggiatrice francese Suzanne Schiffman, mentre suo padre è americano. Ha avuto un figlio con l'attrice e regista Emmanuelle Bercot, l'attore e concorrente del The Voice Kids francese Nemo Schiffman.

## Filmografia

### Cortometraggi
- Comme d'habitude, regia di Bruno Herbulot (1989)
- Le Tapis brûle, regia di Marc Chapiteau (1994)
- La Loïe Fuller, regia di Arnaud Esterez (1998)
- La Tartine, regia di Nathan Miller (2000)
- Des anges, regia di Julien Leloup (2001)
- Quelqu'un vous aime..., regia di Emmanuelle Bercot (2003)
- Le Carnet rouge, regia di Mathieu Simonet (2004)
- Un certain regard, regia di Géraldine Maillet (2007)
- Une dernière cigarette, regia di Géraldine Maillet (2009)
- Bonne figure, regia di Sandrine Kiberlain (2016)

### Lungometraggi
- Juste avant l'orage, regia di Bruno Herbulot (1992)
- Il sorriso (Le Sourire), regia di Claude Miller (1994)
- Montana Blues, regia di Jean-Pierre Bisson (1995)
- Bernie, regia di Albert Dupontel (1996)
- La Classe de neige, regia di Claude Miller (1998)
- Kennedy et moi, regia di Sam Karmann (1999)
- Young Blades, regia di Mario Andreacchio (2001)
- La Bande du drugstore, regia di François Armanet (2002)
- Nel labirinto del terrore (Brocéliande), regia di Doug Headline (2002)
- Pornocrazia (Anatomie de l'enfer), regia di Catherine Breillat (2004)
- Le Grand Rôle, regia di Steve Suissa (2004)
- The Kickboxer (Chok-Dee), regia di Xavier Durringer (2005)
- Belzec, regia di Guillaume Moscovitz – documentario (2005)
- Agente speciale 117 al servizio della Repubblica - Missione Cairo (OSS 117: Le Caire, nid d'espions), regia di Michel Hazanavicius (2006)
- Les Ambitieux, regia di Catherine Corsini (2006)
- Regarde-moi, regia di Audrey Estrougo (2007)
- Un cœur simple, regia di Marion Laine (2008)
- Agente speciale 117 al servizio della Repubblica - Missione Rio (OSS 117: Rio ne répond plus), regia di Michel Hazanavicius (2009)
- Gainsbourg (vie héroïque), regia di Joann Sfar – documentario (2010)
- L'Avocat, regia di Cédric Anger (2010)
- Toi, moi, les autres, regia di Audrey Estrougo (2010)
- Scatti rubati (L'homme qui voulait vivre sa vie), regia di Éric Lartigau (2010)
- Chez Gino, regia di Samuel Benchetrit (2011)
- The Artist, regia di Michel Hazanavicius (2011)
- Gli infedeli (Les Infidèles), di Emmanuelle Bercot, Fred Cavayé, Alex Courtes, Michel Hazanavicius, Éric Lartigau, Jean Dujardin e Gilles Lellouche (2012)
- Tutti pazzi per Rose (Populaire), regia di Régis Roinsard (2012)
- Elle s'en va, regia di Emmanuelle Bercot (2013)
- In solitario (En solitaire), regia di Christophe Offenstein (2013)
- Une histoire banale, regia di Audrey Estrougo (2014)
- The Search, regia di Michel Hazanavicius (2014)
- A testa alta (La Tête haute), regia di Emmanuelle Bercot (2015)
- La Taularde, regia di Audrey Estrougo (2015)
- Amis publics, regia di Edouard Pluvieux (2016)
- 150 milligrammi (La Fille de Brest), regia di Emmanuelle Bercot (2016)
- Il mio Godard (Le Redoutable), regia di Michel Hazanavicius (2017)
- M, regia di Sara Forestier (2017)
- Il ritorno dell'eroe (Le Retour du héros), regia di Laurent Tirard (2018)
- Angel Face (Gueule d'ange), regia di Vanessa Filho (2018)
- Haut les filles, regia di François Armanet – documentario (2019)
- Il meglio deve ancora venire (Le meilleur reste à venir), regia di Alexandre de La Patellière e Matthieu Delaporte (2019)
- Les Traducteurs, regia di Régis Roinsard (2019)
- La brava moglie (La Bonne Épouse), regia di Martin Provost (2020)
- Il principe dimenticato (Le Prince oublié), regia di Michel Hazanavicius (2020)
- Mon cousin, regia di Jan Kounen (2020)
- Ritratto di un amore (Bonnard, Pierre et Marthe), regia di Martin Provost (2023)
- Niente da perdere (Rien à perdre), regia di Delphine Deloget (2023)

### Televisione
- Les Merisiers, regia di Pierre Lary – film TV (1992)
- Pas si grand que ça!, regia di Bruno Herbulot – film TV (1994)
- Arrêt d'urgence, regia di Denys Granier-Deferre – film TV (1995)
- Pardaillan, regia di Édouard Niermans – film TV (1997)
- Les Enquêtes d'Éloïse Rome – serie TV, 6 episodi (2001)
- Ambre a disparu, regia di Denys Granier-Deferre – film TV (2003)
- Lady Bar, regia di Xavier Durringer – film TV (2007)

## Riconoscimenti
- Premio Oscar
  - 2012 - Candidatura alla migliore fotografia per The Artist
- BAFTA
  - 2012 - Migliore fotografia per The Artist
- Premio César
  - 2007 - Candidatura alla migliore fotografia per Agente speciale 117 al servizio della Repubblica - Missione Cairo
  - 2011 - Candidatura alla migliore fotografia per Gainsbourg (vie héroïque)
  - 2012 - Migliore fotografia per The Artist
  - 2013 - Candidatura alla migliore fotografia per Tutti pazzi per Rose
  - 2018 - Candidatura alla migliore fotografia per Il mio Godard
- European Film Award
  - 2011 - Candidatura alla migliore fotografia per The Artist
- Independent Spirit Award
  - 2012 - Migliore fotografia per The Artist
- Satellite Award
  - 2011 - Candidatura alla migliore fotografia per The Artist